# 穗深城际铁路
穗深城际铁路（工程名“穗莞深城际轨道交通”），是粤港澳大湾区城际铁路网的一條路線，連接广州市、东莞市和深圳市。
穗深城际一期工程连接新塘南站和深圳机场站，全长73.996公里，同期改造既有广深铁路III、IV线30公里，于2019年12月15日正式开通。另有多条延伸段正在建设：北延段连接花都站和新塘南站（工程名“新塘经白云机场至广州北站城际轨道交通”，简称“新白广城际铁路”），全长77.6公里；南延段连接深圳机场站和皇岗口岸站。

## 线路概况

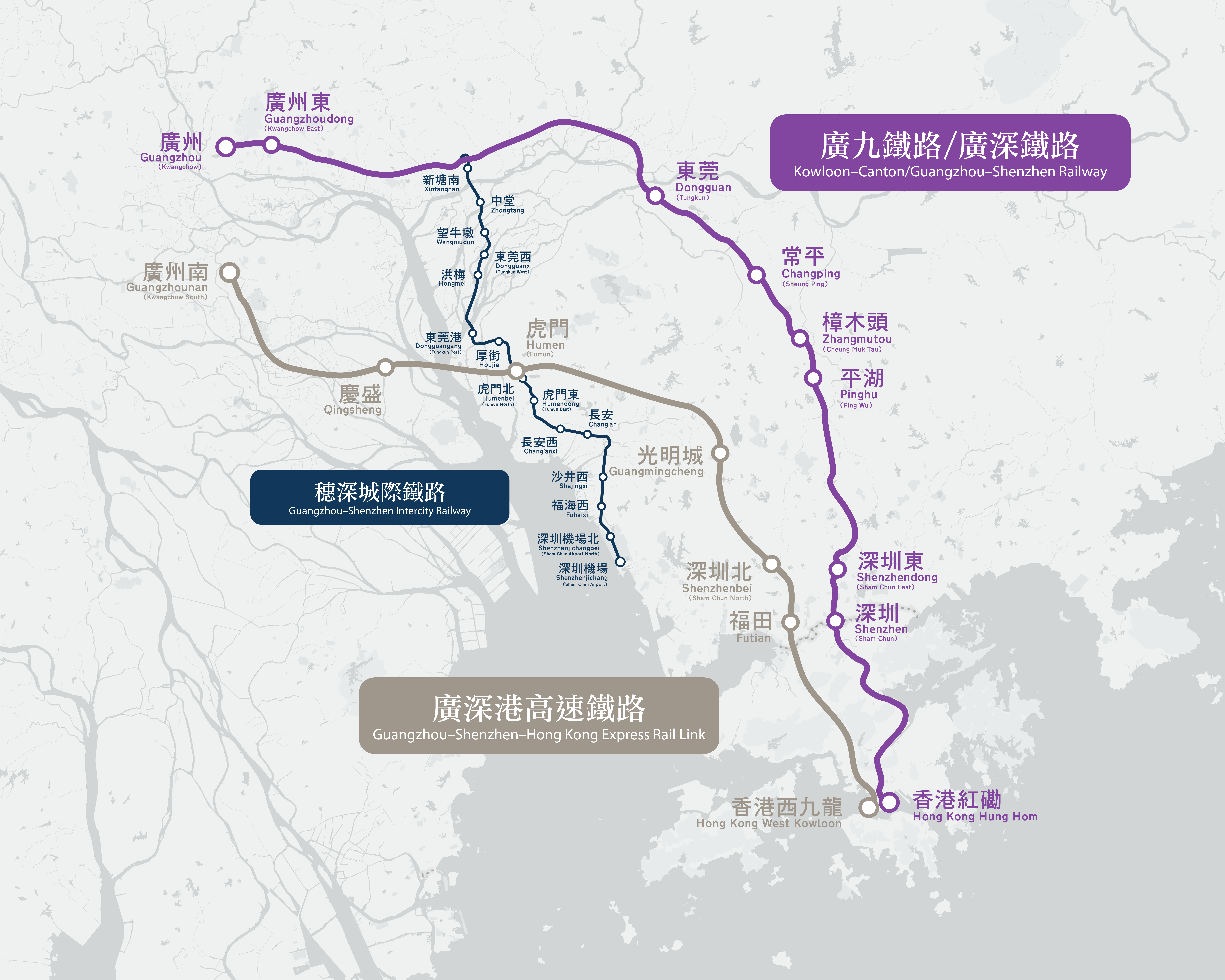
穗深城际首期与广深港高铁及广深城际列车的走向图

穗深城际首期分穗莞段和莞深段实施。穗莞段起自新塘站西侧，折向东南跨越广深铁路，沿港口大道前行，跨东江北干流后进入东莞境内，在中堂镇境内跨倒运海水道、中堂水道，望牛墩镇境内跨洪屋涡水道，之后线路沿望洪公路进入洪梅，在洪梅大道与西部快速干道交叉处设东莞西站。莞深段起自东莞西站，沿洪梅大道折向东南拐入洪金路，跨东江南支流后进入沙田，后入地进入厚街，折向东南拐入S256省道，后沿捷南路南行，至与长安交界处出地面，进入长安镇后沿振安路南行，再折向东南跨东宝河进入深圳宝安区境内，拐入松福路后沿路高架，过重庆路后入地，下穿深圳机场预留用地，再下穿机场联络横通道至深圳机场T3航站楼西侧至终点深圳机场站。首期全长约73km，设计时速140km/h，在中堂镇设动车运用所一座。穗莞段同时包括广深三四线改造等工程。
北延段起于广深铁路和穗深城际铁路一期新塘南站，经广州白云机场，向北延伸至花都站，二期线路全长77.573公里，新建车站13座，设计时速160km/h。
南延机前段起于首通段已建成的深圳机场站，出机场后下穿西湾，经碧海高尔夫俱乐部至宝安大道，沿宝安大道经宝安区航城、西乡、新安街道至前海综合交通枢纽，设终点站前海站。该段全长15.15km，全线地下敷设，共设3座车站，设计时速160km/h。
南延前皇段起于机前段前海站，出站后线路下穿深圳地铁5号线、深惠城际、月亮湾立交，沿滨海大道行走，后北绕福田红树林自然保护区，沿京港澳高速公路前行至皇岗口岸联检大楼东侧，设终点皇岗口岸站，正线全长21.167公里。线路另设一条长3.18公里的动车走行线连接中心公园存车场。全线地下敷设，设2座车站，设计时速160km/h。
穗深城际的首通段及北延段为广东珠三角城际轨道交通有限公司所有。该公司成立之初由广铁集团和广东铁投集团出资，深圳市地铁集团亦代深圳市政府出资，但未签订股东协议；后大股东调整为广州市政府和广州地铁集团。而南延段则由深圳市自主投资建设，深圳市地铁集团后与中铁建南方建设投资公司合资成立了广东穗深城际铁路有限公司，负责南延段的建设管理。

穗莞深城际铁路实际走向图，含已运营的花都—白云机场北段和新塘南—深圳机场段（此段待移交给地方），在建的白云机场北—竹料段和深圳机场—皇岗口岸段和待移交给地方的未运营段（竹料—新塘南）

## 历史

### 首期

#### 广东省主导时期
2000年，《珠三角经济区城际快速轨道交通线网规划》预审稿出台，拟近期修建广州-南岗和南岗-东莞-虎门-深圳-香港的城际快速轨道交通线路。2003年，广东省完成编制《珠江三角洲经济区城际快速轨道交通线网规划》并上报国家层面审批，当中计划在2010年前建成广州至深圳的主轴线，其起自广州蟹山，经东莞，止于深圳皇岗。2005年，《珠江三角洲地区城际轨道交通网规划》（2005-2020年）获国务院审议通过，全长131公里的广州～东莞～深圳城际轨道交通线在获批建设名单中。
2008年2月，广东省政府原则同意批准穗莞深城际轨道交通项目建议书。根据当时评审通过的预可研方案，全线起自广州地铁5号线鱼珠站，向南经广州开发区，跨东江进入东莞，经麻涌、望牛墩、道滘、东莞中心区、厚街、虎门、长安后进入深圳，在深圳市境内经松岗、沙井，终点设于深圳地铁1号线深圳机场站，共设15个站，全长约97.608公里，预留进入深圳福田中心区条件。而在深圳市的规划中，采用城市铁路制式的深圳地铁11号线由福田至松岗，可在松岗贯通穗莞深城际东莞段。
项目获批后，最先出现变动的是东莞段。国家发改委在该年委托中咨公司对报批的《东莞市快速轨道交通建设规划》开展专家评审，会上中资公司认为东莞R1、R2线与穗莞深城际东莞段重复程度较高。9月，在东莞市提议、广东省发改委协调下，明确东莞四条城市轨道交通线不作调整，穗莞深城际东莞段调整为绕经东莞西部的洪梅、沙田等镇，不再经东莞市中心；城区客流可通过东莞R1、R2线接驳。
2008年末，莞深段环评和可行性报告均获批复。12月21日，穗莞深城际在深圳宝安大道福永段举行了开工仪式。
次年，莞深段初步设计获批复。2009年7月，广东省成立广东东南城际轨道交通有限公司，负责统筹穗莞深等线路建设。同年稍后，国家发改委批复《珠江三角洲地区城际轨道交通网规划（2009年修订）》，明确穗莞深城际设计起点为广州地铁鱼珠站，经广州开发区、东莞麻涌镇、洪梅镇、厚街镇、虎门镇、长安镇至深圳机场，之后与深圳11号线衔接至福田。10月，东莞沙田镇的东江南特大桥作为全线控制性工程动工。
不过在同年，广州段出现调整，不经过鱼珠、庙头、开发区，改由增城区新塘镇始发，直入东莞洪梅镇。深圳段亦因拆迁受阻，调整为止于松岗站，松岗至机场段改由深圳11号线接驳；其已开建部分停工，后由深圳市回购，并纳入11号线的建设范围。

#### 铁道部介入后

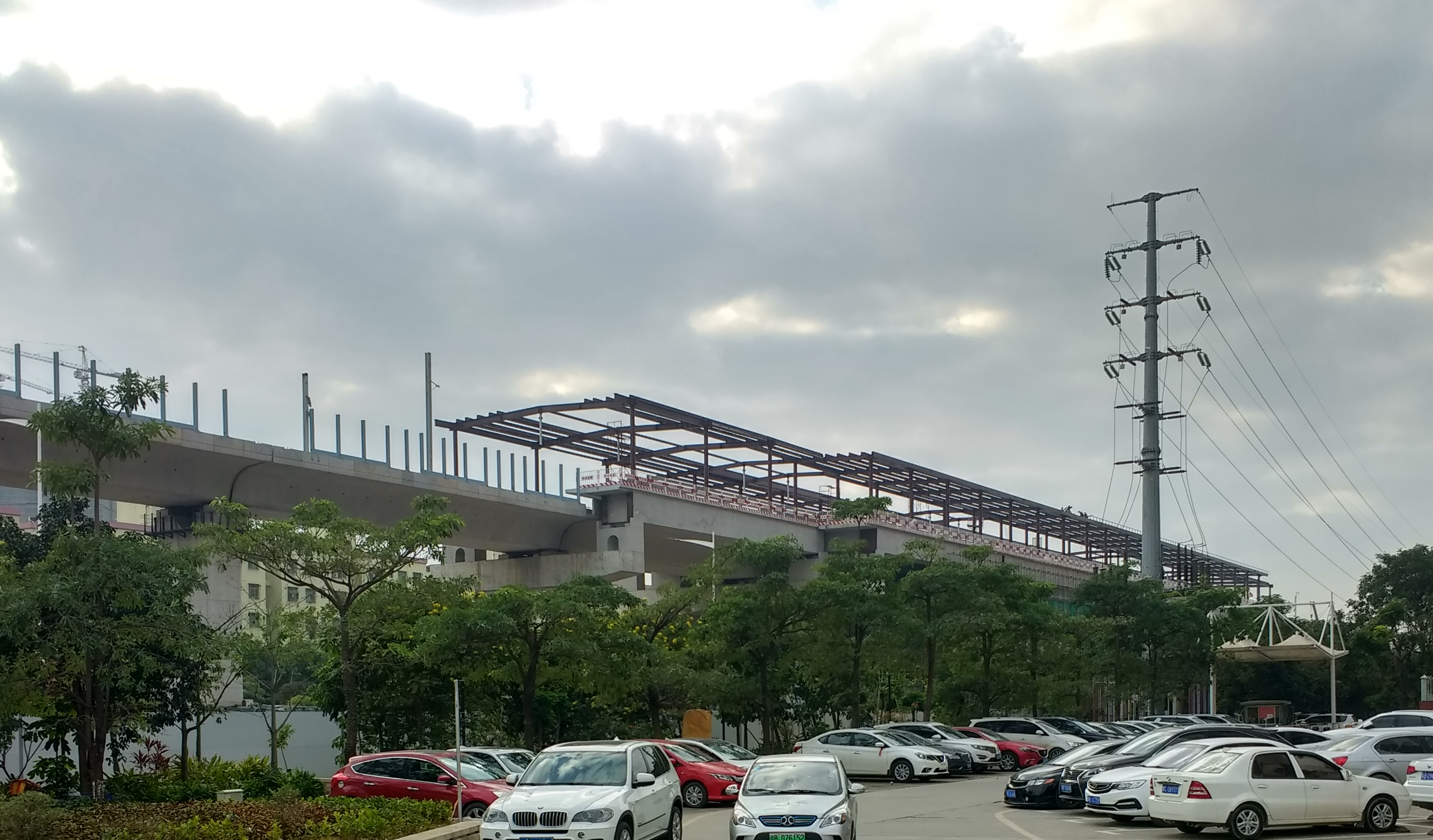
建设中的沙井西站（2018年12月）

穗莞深城际原由广东省主导，并自行筹集资金建设。2010年，铁道部开始介入珠三角城际铁路建设，并对线路技术标准进行审查。同年9月，根据部省双方协调，穗莞深线改为使用国铁制式，同时明确线路引入广州地区采用经洪梅在新塘利用广深四线接入广州方案，由此取消麻涌站，并不再与莞惠城际共线进入广州；而深圳段调整为经松福路进入深圳机场。同时计划另行修建至琶洲的联络线。
2012年6月4日，穗莞深城际广州至东莞段环境影响报告书公示。不过东莞方面认为本线在望洪站与莞惠城际的东北联络线过度切割土地，且影响高架的轨道交通1号线接入，该联络线被取消；后改为连接本线东莞、深圳方向和佛莞城际的西南联络线，并获东莞当局同意建设。2013年底，穗莞段动工建设。
2012年10月，穗莞深城际引入广州东站涉及的广深四线改造工程开始环评公示。环评文件显示，广深铁路广州东站、石牌站和吉山站将改造为城际铁路站点。其中石牌站和吉山站的改造规划方案于2015年7月获通过。
2013年初，莞深段方案调整的环评文件对外公示。由于线路走向、使用车型及相关技术标准变更，该段总长缩短至58.027公里，其中因隧道路段增多，投资增加16.29亿元。同时根据深圳方面需求，终点由接驳T1、T2航站楼及1号线的机场东站改为接驳T3航站楼的深圳机场站。深圳段后于2014年11月开始施工。
2018年8月7日，全线隧道贯通。9月26日，完成接入广深铁路新塘站第四线的拨接施工。10月16日，全线开始铺轨。
2019年9月，穗深城际全线静态验收合格。线路随即于17日开始联调联试，12月11日通过初步验收。

#### 开通运营
2019年12月15日，穗深城际首期正式通车。

### 北延段

#### 规划及建设

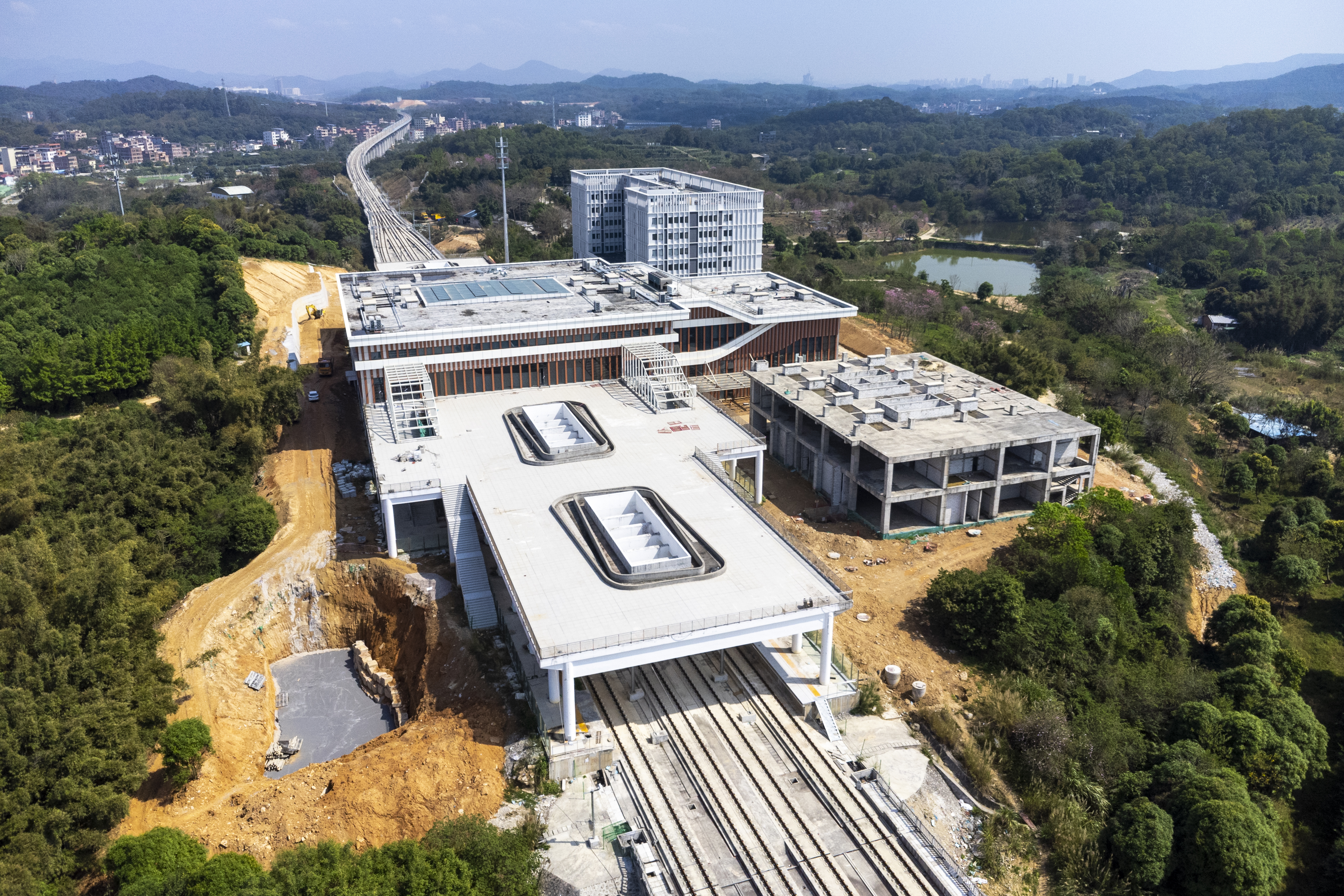
已基本建成的钟落潭东站（2023年2月）

穗莞深城际规划时，便有诸多意见建议将线路首期终点由鱼珠改为新塘，并继续北延至白云机场，以带动广州东部地区发展。2009年5月，媒体报道称线路首期终点已根据建议调整至新塘，当局还将继续争取北延规划落地。2011年5月，铁道部计划司与广东省发改委对珠三角城际规划实施方案开展审查，后确定新增白云机场至新塘线的规划；广东省发改委随后发函，明确将此线路提前至2015年实施。
2013年7月31日，广东省发改委同意“珠三角城际轨道交通新塘经白云机场至广州北项目”立项。该线在竹料站与广佛环线接轨，共线引入白云机场后经花山至广州北站。线路于2015年12月26日正式开工。
2018年2月5日，南塘山隧道成为新白广城际首座贯通隧道。2020年5月20日，新白广城际铁路广州北站至机场T2站段接触网冷滑试验顺利完成。7月16日，该段线路開始聯調聯試。
2022年3月25日，随着新塘至白云机场北段全线箱梁架设圆满完成，新白广城际项目主体工程基本完工。此后，竹料站配电所在6月完成送电，12月29日全线完成铺轨。
2024年6月，全线及竹料存车场完成冷滑试验。2025年7月25日，竹料站至机场T2站段完成初步验收，并于同月31日完成安全评估。

#### 开通运营
2020年11月30日，广州东环城际（花都站至白云机场北站）开通运营，全长22.6公里，共设4个车站。

### 南延机前段
2012年，广东省政府和铁道部联合印发了《珠三角城际轨道交通规划实施方案》，对前期规划的部分线路进行微调，当中包括穗莞深城际预留延伸至前海的条件。
2019年1月，深圳市开始为穗莞深城际轨道深圳机场至前海段（下文简称“机前段”）工程可行性研究报告招标，当中提及该段设西乡、宝安、前海3座地下车站。同年8月，有报道指该段为与15号线换乘、降低工程实施难度，将站点调整为仅设西乡、前海两站，引发当地居民不满。后当地政府考虑线路覆盖度，恢复三站方案，并报广东省发改委审批。
2020年4月23日，机前段线路的环境影响评价第二次信息公告公布。同年6月29日，机前段正式开工。
2024年7月，全线控制性节点工程——深圳机场站—固戍工作井区间隧道双线贯通，该隧道为国内最长的城际铁路海底盾构隧道。

### 南延前皇段
2020年7月30日，国家发改委批复同意《粤港澳大湾区城际铁路建设规划》，当中穗莞深城际南延线（深圳机场至皇岗）获纳入近期（2022年前启动）建设项目，穗深城际得以进一步延伸至福田中心区。
2020年11月10日，前皇段的环境影响评价第二次信息公告公布。2021年6月，前皇段可行性研究报告获深圳市发展和改革委员会核准批复同意。
前皇段的先开段于2021年6月率先开始围护结构施工，2022年12月始发首台盾构。非先开段的首台盾构则在2023年6月始发。
2024年6月，中心公园存车场完成封顶。同年10月，前皇段首条盾构区间贯通。2025年4月，前皇段开始铺轨。

## 車站及接駁路綫
| 車站名稱                 | 换乘路线                                       | 所在區域 | 所在區域   | 啟用日期       | 运营商         |
| ------------------------ | ---------------------------------------------- | -------- | ---------- | -------------- | -------------- |
| 北延段（新白广城际铁路） |                                                |          |            |                |                |
| ↑接广州东环城际至花都站  |                                                |          |            |                |                |
| 竹料                     | 广州东环城际 竹料站：14号线                    | 廣州市   | 白雲區     | 建设中         | 预计为广东城际 |
| 钟落潭东                 |                                                | 廣州市   | 黃埔區     | 建设中         | 预计为广东城际 |
| 九佛                     | 新南站：14号线                                 | 廣州市   | 黃埔區     | 建设中         | 预计为广东城际 |
| 佛塱                     |                                                | 廣州市   | 黃埔區     | 建设中         | 预计为广东城际 |
| 新龙                     |                                                | 廣州市   | 黃埔區     | 建设中         | 预计为广东城际 |
| 镇龙                     | 镇龙站：14号线、21号线                         | 廣州市   | 黃埔區     | 建设中         | 预计为广东城际 |
| 永宁北                   |                                                | 廣州市   | 增城区     | 建设中         | 预计为广东城际 |
| 永宁南                   |                                                | 廣州市   | 增城区     | 建设中         | 预计为广东城际 |
| 首期                     |                                                |          |            |                |                |
| 新塘南                   | 新塘站：廣深鐵路、廣汕鐵路 新塘站：13号线      | 廣州市   | 增城區     | 2019年12月15日 | 广铁集团       |
| 中堂                     |                                                | 東莞市   | 中堂鎮     | 2019年12月15日 | 广铁集团       |
| 望牛墩                   |                                                | 東莞市   | 望牛墩鎮   | 2019年12月15日 | 广铁集团       |
| 东莞西                   | 广惠城际铁路 东莞西站： █ 1号线                | 東莞市   | 望牛墩鎮   | 2019年12月15日 | 广铁集团       |
| 洪梅                     |                                                | 東莞市   | 洪梅鎮     | 2019年12月15日 | 广铁集团       |
| 东莞港                   |                                                | 東莞市   | 沙田鎮     | 2019年12月15日 | 广铁集团       |
| 厚街                     |                                                | 東莞市   | 厚街鎮     | 2019年12月15日 | 广铁集团       |
| 虎门北                   | 虎门站：廣深港高速鐵路 虎门火车站： █ 2号线    | 東莞市   | 虎門鎮     | 2019年12月15日 | 广铁集团       |
| 虎门东                   |                                                | 東莞市   | 虎門鎮     | 2019年12月15日 | 广铁集团       |
| 长安西                   |                                                | 東莞市   | 長安鎮     | 2019年12月15日 | 广铁集团       |
| 长安                     |                                                | 東莞市   | 長安鎮     | 2019年12月15日 | 广铁集团       |
| 沙井西                   |                                                | 深圳市   | 寶安區     | 2019年12月15日 | 广铁集团       |
| 福海西                   | 福海西站： 12号线                              | 深圳市   | 寶安區     | 2019年12月15日 | 广铁集团       |
| 深圳机场北               | 深湛鐵路 机场北站： 11号线、 20号线            | 深圳市   | 寶安區     | 2019年12月15日 | 广铁集团       |
| 深圳机场                 | 机场站： 11号线                                | 深圳市   | 寶安區     | 2019年12月15日 | 广铁集团       |
| 南延段                   |                                                |          |            |                |                |
| 西乡                     |                                                | 深圳市   | 宝安區     | 建设中         | 预计为深铁城际 |
| 宝安                     | 翻身站： 5号线                                 | 深圳市   | 宝安區     | 建设中         | 预计为深铁城际 |
| 前海                     | 深惠城际铁路 前海灣站： 1号线、 5号线、 11号线 | 深圳市   | 前海自貿區 | 建设中         | 预计为深铁城际 |
| 超级总部                 |                                                | 深圳市   | 南山区     | 建设中         | 预计为深铁城际 |
| 皇岗口岸                 | 皇岗口岸站： 7号线                             | 深圳市   | 福田区     | 建设中         | 预计为深铁城际 |

## 运营

### 行车

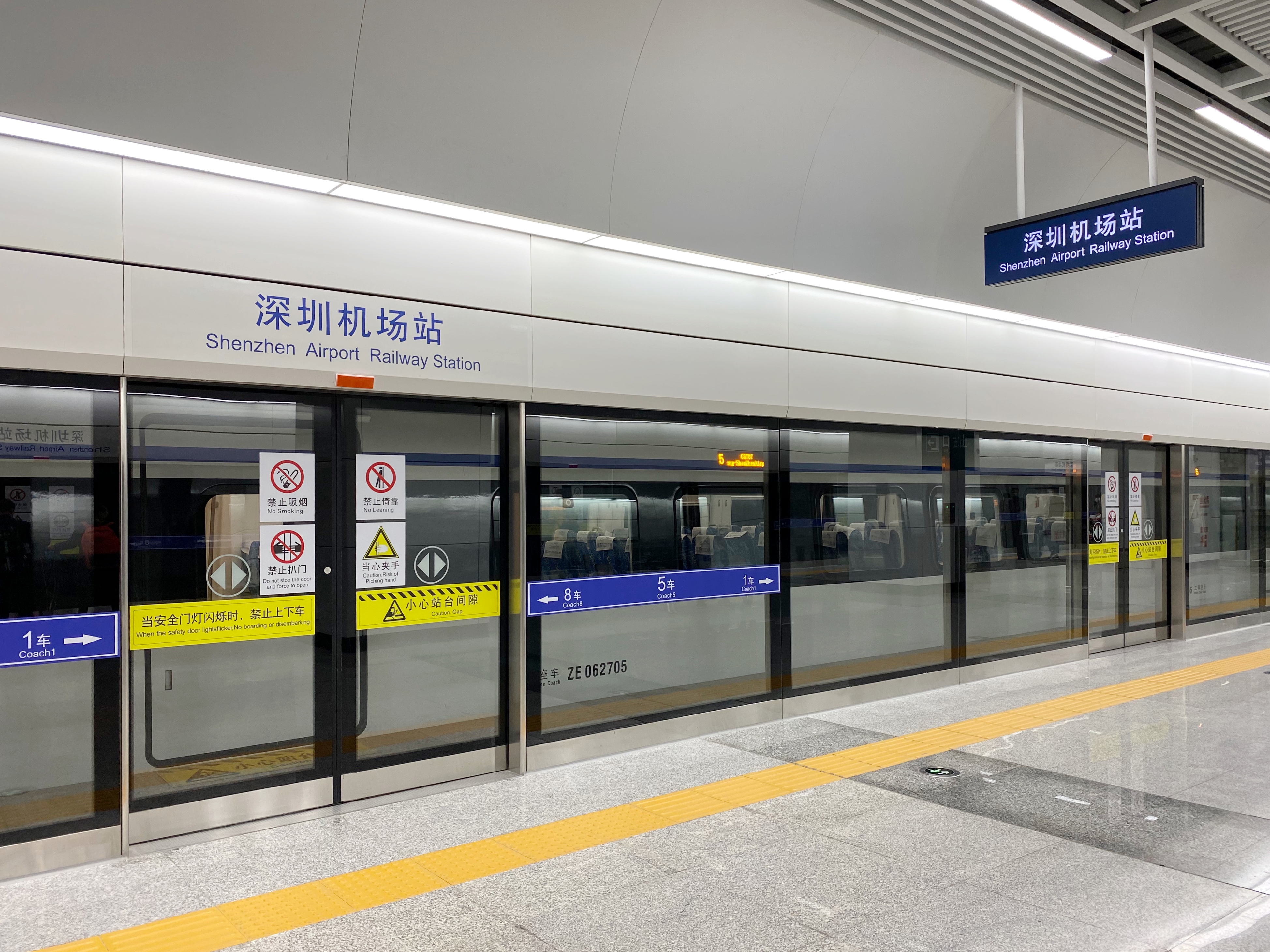
列车停靠于深圳机场站

2019年12月16日，穗深城际首通段正式通车。线路委托中国铁路广州局集团运营，初时共开行37趟列车。33趟列车通过连接新塘南站和新塘站西侧的新塘联络线直通广深铁路III、IV线，并在广州东站始发终到；而4趟列车在新塘南站折返。来往广州东站和深圳机场站最快仅需1小时9分钟，从新塘南站到深圳机场站最快仅需53分钟。
但后续调图中，往返广州东站和深圳机场站的班次大幅减少，使得本线大多数车次仅往返于新塘南站和深圳机场站。2024年6月15日全国铁路调图后，为配合本线即将移交地方运营，穗深城际不再直通广深铁路至广州东站。新运行图下每日开行23对列车，其中22对列车往返于新塘南和深圳机场站，1对列车往返于中堂和深圳机场。

### 列车
穗莞深城际最初规划时，拟使用最高时速140km/h的6编组市域A型车运营。2009年12月，广东铁投、广东东南城际公司与南车浦镇签署车辆采购合同，东南城际公司将为莞惠城际和穗莞深城际采购32列電力動車組，浦镇亦成为中国大陆首个城际轨道交通列车供应商。此后，西门子交通与南车浦镇签署合作协议，西门子交通将为浦镇提供西门子Desiro ML平台技术，用以生产相关城际车型。
2010年铁道部介入珠三角城际项目后，为满足与国铁线路互通的条件及技术标准统一，本线用车改为8编组和谐号CRH6型电力动车组。线路用车继续由南车浦镇提供，并在子公司广东南车（现为中车四方子公司中车广东）生产。
现时，穗深城际使用配屬於中堂动车运用所CRH6A及CRH6F型动车组运营。与广深城际动车组列车使用的CRH6型列车相比，穗深城际使用列车的座位更少，每排设4个座位，车厢的其中一端的窗边还设置了6个折叠座椅，另一边则是行李架。

### 车票
穗深城际仅售卖不对号入座的无座票，从新塘南到深圳机场的全程票价为48元。
乘客亦可使用铁路e卡通或支付宝扫码乘车。